# 東家嘉幸
東家 嘉幸（とうや よしゆき、1927年10月1日 - 2006年1月26日）は、日本の政治家。自由民主党衆議院議員。位階勲等は従三位勲一等。

## 経歴
熊本県下益城郡杉上村出身。高等小学校を経て、満蒙開拓青少年義勇軍に入隊。内原訓練所を経て、1942年（昭和17年）7月、満洲に渡り、北安省海倫の訓練所に配置。1944年（昭和19年）、戦局悪化により、関東軍に入隊。1945年（昭和20年）、敗戦により、ソビエト連邦チタの捕虜収容所に連行。
1948年(昭和23年）9月13日、熊本に引揚げ。農業技術員養成所、熊本経済連を経て、勉強をやりなおすため上京。1953年（昭和28年）、北海道に渡る。半年後、父の従弟が専務を務める東和ベニヤ工業に入社。合板技術をマスターし、2年後、工場長に抜擢。しかし、入社3年で会社が倒産。
1957年（昭和32年）、東南産業を興し社長となる。
1979年（昭和54年）、第35回衆議院議員総選挙熊本2区に無所属で立候補し初当選。以後当選回数7回。自民党では宏池会に所属し、比較的高級官僚出身者が多い宏池会では数少ない党人派であった。
1986年（昭和61年）の第3次中曽根内閣では、建設政務次官を務め、後に衆議院建設委員長などを歴任した建設族議員で、その経歴から「熊本の角さん」と呼ばれた。1991年（平成3年）、宮沢内閣では国土庁長官として初入閣。1996年（平成8年）、第41回衆議院議員総選挙では、新党さきがけの園田博之との選挙区調整により比例九州ブロックから単独4位で出馬し当選。
1998年（平成10年）に勲一等瑞宝章を受章。同年、宮沢喜一から加藤紘一へと派閥会長交代の流れが強まるに当たって、石川要三、相澤英之、麻生太郎らと派閥を離脱。翌1999年（平成11年）に無派閥となっていた河野洋平を中心に河野グループを結成する。
1999年6月17日、議員辞職が許可される。これにより、比例代表九州ブロックで次点だった林田彪が繰り上げ当選を果たす。
2006年（平成18年）1月26日、敗血症による多臓器不全のため福岡県北九州市戸畑区の病院で死去。78歳。同日付け従三位に叙される。

## 家族
- 孫・範政（衛藤晟一参議院議員秘書を経て[7]、2015年に熊本市議会議員選挙熊本市中央区選挙区（定数11）に無所属で立候補し、14位で落選した[8]）